# Luger P08
Pour les articles homonymes, voir Parabellum et Luger.
Le Luger Parabellum est l'un des tout premiers pistolets semi-automatiques et sans doute le premier ayant connu une large diffusion. Il fut fabriqué par la Deutsche Waffen und Munitionsfabriken de 1908 à 1942, fabrication reprise dans les années 1970 par Mauser.

## Description
Développée en 1898 par Georg Luger à partir du pistolet Borchardt C-93, cette arme fut utilisée tout à la fois au cours de la Première et de la Seconde Guerre mondiale. Elle a été produite et mise en service dans plusieurs pays en tant qu'arme réglementaire (Allemagne et Suisse par exemple). En France, elle équipa les effectifs de la gendarmerie, l'armée de terre et la Préfecture de police de Paris, entre 1945 et 1955. Les 5 000 armes françaises comme les Walther P38 utilisés dans les mêmes conditions, venaient des usines Mauser alors occupées.
Le nom Parabellum vient du latin « Si vis pacem, para bellum » (si tu veux la paix, prépare la guerre). C'était l'indicatif télégraphique de la firme DWM (Deutsch Waffen und Munitionen Fabrik), premier fabricant de ce pistolet, c'est pourquoi il lui fut donné dès les débuts. Plus tard, il fut importé aux États-Unis par la firme Stoeger, qui déposa le nom Luger (elle en fit d'ailleurs fabriquer différentes versions simplifiées en .22 long rifle). Les romans policiers américains puis les films popularisèrent l'appellation de Lüger (généralement écrit sans le tréma) au point que les munitions 7,65 parabellum et 9 parabellum (créées par Lüger) sont appelées .30 luger et 9 luger par les Américains et des fabricants européens souhaitant les importer aux États-Unis. C'est pourquoi la version américaine de Wikipedia en parle en ces termes : The Pistole Parabellum—or Parabellum-Pistole (Pistol Parabellum), commonly known as just Luger (« le pistolet parabellum - écrit en allemand puis en anglais - est couramment appelé simplement Luger ») ; et c'est donc par l'influence américaine que, même en Europe, les pistolets parabellum sont appelés luger parabellum (ou même simplement luger) depuis les années 1950-1960. Les illustrations ci-contre se conforment à cette mode.
Ce pistolet fut initialement chambré en 7,65 mm Parabellum, munition directement dérivée du 7,65 mm Borchardt utilisée par le  pistolet Borchardt C-93. À la demande d'abord de clients se déplaçant fréquemment en Afrique et y craignant les animaux de taille moyenne, son chambrage fut ultérieurement modifié (ou plutôt adapté, d'où une forme « bouteille » peu marquée, alors qu'une forme légèrement conique est plus habituelle) afin de permettre l'utilisation d'une balle d'un calibre supérieur, le 9 mm Parabellum, la munition d'arme de poing la plus répandue depuis. Les deux calibres cohabitèrent (l'armée suisse utilisa le Luger 1900/1906 chambré en 7,65 mm Parabellum, plusieurs fois modifié et remplacé en 1949 par le Sig P210).
Le parabellum est d'abord adopté en 1904 par la Kriegsmarine sous l'appellation P04 (comme pour le P08 puis le P38, le K98, le FG42, les MG34 puis 42… les chiffres rappellent l'année d'adoption), avec un canon un peu plus long que le futur P08, et une hausse à deux niveaux, 100 et 200 mètres. Plusieurs pièces ne sont pas interchangeables avec le P08, même le pontet a une forme légèrement différente.
Le modèle standard de l'armée allemande est adopté sous le nom de P08 correspondant au modèle de 1908 chambré en 9 mm Parabellum et doté d'un canon de 10,2 cm (simplifié en 1914 devenant le P08/14). Le modèle produit pour la marine (de 1904 à 1918) a un canon de 15,2 cm, 20,3 cm pour celui destiné aux artilleurs (connu sous les appellations LP08 - lange Pistole 08- ou luger « artillerie »). Les modèles commerciaux présentent des canons s'échelonnant de 9,8 à 35 cm pour une version carabine munie d'une crosse détachable.
Le Luger Parabellum, s'il était une arme confortable, précise (dans la limite de la précision d'une arme dépourvue d'instruments de visée réglables, sauf guidon dérivable) et relativement fiable pour son époque, restait cher à produire et capricieux en comparaison des modèles développés à sa suite, tels le Browning Hi-Power ou le P38.
Si le Luger n'a pas subi de modification majeure durant sa carrière, il n'en va pas de même pour la munition de 9 mm Parabellum développée pour cette arme. L'extension de l'utilisation de cette cartouche pour des pistolets mitrailleurs (comme le MAT 49 en France, le Sten britannique ou le Uzi israélien), aux mécanismes plus lourds, a nécessité un chargement plus musclé de la munition. Dans bien des cas, le chargement des munitions actuelles dépasse les capacités du fragile mécanisme « à genouillère » du Luger.
Le Luger Parabellum est principalement devenu une pièce de collection à partir des années 1950.

## Spécifications P08 et P08/14
- Calibre : 9 mm Parabellum
- Poids non chargé : 0,882 kg
- Poids chargé : 0,980 kg
- Longueur : 22 cm
- Longueur du canon : 10,2 cm ; 20 cm pour P08/14
- Capacité du chargeur : 8 coups

## Spécifications Luger Marine (modèles 1904, 1904/06 et 1904/08)
- Calibre : 7,65 mm Parabellum et 9 mm Parabellum
- Poids non chargé : 1 kg
- Poids chargé : -
- Longueur : 26 cm
- Longueur du canon : 15 cm  (existe aussi en 10,2 cm)

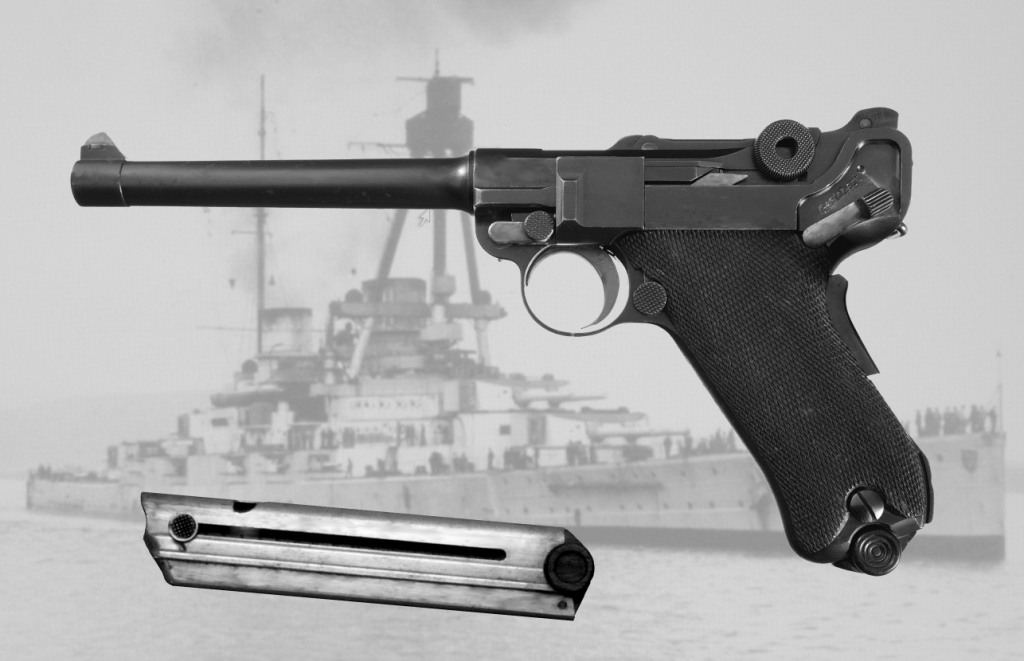
Pistolet Luger 04 de la Marine allemande.

- Instruments de visée : hausse 100/200 m (à l'arrière de la carcasse) et guidon fixe
- Capacité du chargeur : 8 coups

## Utilisateurs officiels des Luger P08 (9mmParabellum)
- Algérie
- Allemagne: de  1908 à 1945 dans l'Armée et la Police (30 000 pistolets utilisés de 1934 à 1942)
- Allemagne de l'Est: après 1945 pour la Police
- Bolivie
- Bulgarie
- Chili
- Taïwan: avant 1949
- Espagne: pendant la Guerre d'Espagne
- Estonie: entre 1919 et 1939
- Finlande: M/23PB avec un nouveau canon de 9 mm
- France : voir article
- Grèce
- Iran : Modèle 1314 et Lange P08 (après 1935).
- Irlande
- Israël
- Libye: à partir de 1951
- Liban
- Norvège: après 1945
- Pologne: après 1945
- Portugal : M/910 et M/943
- Roumanie : après 1945
- Tchad :Gendarmerie après 1960
- Turquie : vers 1934
- Union soviétique : après 1945[1], armes prises à la Wehrmacht ou dans les stocks allemands
- Yougoslavie : après 1945

### Sources
- (en) Cet article est partiellement ou en totalité issu de l’article de Wikipédia en anglais intitulé « Luger pistol » (voir la liste des auteurs) recoupé et complété par le livre La Saga du Luger de Michel Malherbe (Crépin-Leblond - 1989)